# Яшко, Ян
Ян Яшко (словац. Ján Jaško; род. 20 июня 1959 года, Нитра, Чехословакия) — бывший словацкий хоккеист, нападающий. Чемпион Чехословакии 1979 года, лучший снайпер чехословацкой лиги 1987 года (33 гола).

## Биография
Ян Яшко известен по выступлениям за словацкие (1977—1989 гг.) и финские (1989—1997 гг.) клубы. В составе братиславского «Слована» в 1979 году стал чемпионом Чехословакии, а в 1987-м лучшим снайпером, забросив 33 шайбы.
Успешный сезон 1986/87 принёс Яшко приглашение на участие в Кубке Канады 1987 в составе сборной Чехословакии.
После окончания карьеры хоккеиста стал тренером. С 1998 по 2012 годы работал в Словакии, Венгрии и Финляндии.

## Достижения
- Чемпион Чехословакии 1979
- Серебряный призёр чемпионата Европы среди юниоров 1977
- Серебряный призёр молодёжного чемпионата мира 1979
- Лучший снайпер чехословацкой лиги 1987 (33 гола)